# Риверо, Рауль
Рауль Рамон Риверо Кастаньеда (исп. Raúl Ramón Rivero Castañeda; 23 ноября 1945, Морон, Сьего-де-Авила — 6 ноября 2021, Майами, Флорида) — кубинский поэт, журналист и диссидент.

## Биография
Риверо родился 23 ноября 1945 года в Мороне.
В юности он был ярым последователем Фиделя Кастро и кубинской революции. Он был одним из первого поколения журналистов, получивших высшее образование после победы революции. С 1973 по 1976 год он был главным корреспондентом официальной кубинской прессы в Москве. Он также был председателем проправительственного Национального союза писателей и художников (UNEAC). Тогда он был известен как «Поэт революции» и был связан с крупными деятелями культуры коммунистической Кубы.
В 1999 году Риверо был удостоен премии Марии Мурс Кэбот Колумбийского университета в области международной журналистики. В следующем году он был назван одним из 50 мировых героев свободы прессы за последние 50 лет по версии Международного института прессы.
Во время подавления диссидентов кубинским правительством «Чёрной весной» 2003 года Риверо был обвинен в «действиях против независимости Кубы и попытке расколоть территориальное единство Кубы». Риверо был признан виновным и приговорен к двадцати годам тюремного заключения. Первые 11 месяцев он провел в маленькой одиночной камере без окон и какого-либо контакта с внешним миром. Арест и тюремное заключение Риверо позже защищал кубинский писатель и министр культуры Абель Прието, который утверждал, что Риверо «был арестован не за свои взгляды, а за получение американского финансирования для его сотрудничества со страной, осаждавшей наш остров».
В ноябре 2004 года он был освобожден после международного давления на Кубу, впоследствии переехал в Испанию и был удостоен Всемирной премии ЮНЕСКО/Гильермо Кано за свободу прессы.